# Euphaedra zambesia
Euphaedra zambesia är en fjärilsart som beskrevs av Felder 1867. Euphaedra zambesia ingår i släktet Euphaedra och familjen praktfjärilar. Inga underarter finns listade i Catalogue of Life.